# Mesarmadillo tuberculatus
Mesarmadillo tuberculatus är en kräftdjursart som beskrevs av Dollfus1892. Mesarmadillo tuberculatus ingår i släktet Mesarmadillo, och familjen Eubelidae. Inga underarter finns listade i Catalogue of Life.